# Антон Ратке
Антон Карл Франц Адам Ратке (нім. Anton Karl Franz Adam Rathke; 12 січня 1888, Прауст — 1 липня 1945, Москва) — німецький офіцер, генерал-лейтенант вермахту. Кавалер Німецького хреста в золоті.

## Біографія
Син власника розплідника Франца Ратке і його дружини Елізи, уродженої Ремер. Після закінчення кадетського корпусу 22 березня 1906 року вступив в 35-й польовий артилерійський полк. Учасник Першої світової війни, з 17 жовтня 1914 року брав участь у боях. З 16 серпня 1915 року — командир батареї, з 16 квітня 1918 року — дивізіону.
З 1 квітня 1921 року — командир батареї, з 1 квітня 1924 року — 7-ї батареї 1-го артилерійського полку (Алленштайн). З 1 жовтня 1924 року служив в штабі 3-го дивізіону свого полку (Алленштайн), з 1 травня 1931 року — в штабі полку (Кенігсберг). З 1 жовтня 1932 року — командир 2-го дивізіону 2-го артилерійського полку (Гюстров), з 1 жовтня 1934 року — 1-го дивізіону 12-го артилерійського полку (Гюстров). З 1 січня 1935 року служив в штабі комендатури Берліна. З 1 квітня 1935 року — керівник управління польової техніки сухопутних військ 1-го військового округу (Кенігсберг). З 6 жовтня 1938 року — командир 2-го артилерійського полку (Штеттін).
З 10 листопада 1938 року — артилерійський командир 2 (Штеттін). 16 березня 1940 року відправлений в командний резерв ОКГ. З 7 червня 1940 року — артилерійський командир 135, з 9 січня 1942 року — 126. 19 вересня 1942 року відряджений в Генштаб 9-ї армії. 7 грудня 1942 року знову відправлений в командний резерв ОКГ. 1 травня 1942 року відряджений в штаб інспекції поповнення Касселя, 5 травня 1943 року — Кенігсберга. З 1 червня 1943 року — інспектор інспекції поповнення Кенігсберга. 31 січня 1945 року знову відправлений в командний резерв ОКГ. З 15 березня 1945 року — комендант Галле. 10 квітня 1945 року знову відправлений в командний резерв ОКГ і більше не отримав призначень. В травні 1945 року взятий в полон радянськими військами. Помер в Бутирській в'язниці.

## Сім'я
14 лютого 1917 року одружився з Марією Гіттхер. В 1924 році в пари народився син.

## Звання
- Лейтенант (16 серпня 1907)
- Оберлейтенант (27 січня 1915)
- Гауптман (25 листопада 1916)
- Майор (1 лютого 1930)
- Оберстлейтенант (1 лютого 1934)
- Оберст (1 листопада 1935)
- Генерал-майор (1 жовтня 1939)
- Генерал-лейтенант (1 жовтня 1942)

## Нагороди
- Залізний хрест
  - 2-го класу (29 вересня 1914)
  - 1-го класу (22 квітня 1918)
- Нагрудний знак «За поранення» в чорному (жовтень 1918)
- Рятувальна медаль (11 жовтня 1929)
- Почесний хрест ветерана війни з мечами (30 грудня 1934)
- Медаль «За вислугу років у Вермахті» 4-го, 3-го, 2-го і 1-го класу (25 років; 2 жовтня 1936) — отримав 4 нагороди одночасно.
- Застібка до Залізного хреста
  - 2-го класу (19 вересня 1939)
  - 1-го класу (6 жовтня 1939)
- Медаль «За Атлантичний вал»
- Медаль «За зимову кампанію на Сході 1941/42» (13 липня 1942)
- Німецький хрест в золоті (17 липня 1942)